# Lambiorix
Lambiorix is het veertiende stripverhaal uit de reeks van Suske en Wiske. Het is geschreven door Willy Vandersteen en gepubliceerd in De Standaard en Het Nieuwsblad van 25 augustus 1949 tot en met 4 januari 1950. 
De eerste albumuitgave was in 1950, toen in de Vlaamse ongekleurde reeks met nummer 9. Het is als eerste verhaal in 1972 verschenen in TV Ekspres, geheel hertekend. Hierna werd de hertekende versie in 1973 ook uitgebracht in de Vierkleurenreeks, met albumnummer 144. De oorspronkelijke versie verscheen in 1994 opnieuw in Suske en Wiske Klassiek.

## Personages
- Suske, Wiske met Schanulleke, tante Sidonia (Sidonildis), Lambik, Lambiorix (hoofdman Eburonen), Arrivix en zijn volgelingen, druïde, Romeinen, Dudela en andere monsters

## Het verhaal
Het verhaal speelt grotendeels in het jaar 54 voor Christus. Julius Caesar is dan bezig Gallië te veroveren. Hij krijgt de Eburonen (Kelten en Germanen) er echter niet onder. Lambiorix wil ten strijde trekken tegen de Romeinen, maar hij maakt zich zorgen dat zijn rivaal Arrivix in zijn afwezigheid de macht grijpt. Een druïde geeft hem opdracht naar de heilige eik te komen met de as van zijn voorvaderen om een plaatsvervanger te regelen tijdens zijn afwezigheid. Daar vertelt de urn dat de laatste nakomeling van Lambiorix bij de eik aanwezig zal zijn.
Lambik, Suske, Wiske en tante Sidonia schuilen in hun eigen tijd onder een eik tijdens een onweer. De magische urn veroorzaakt een blikseminslag die hen naar het verleden tovert. Lambik en de vrienden worden echter gescheiden: Lambik komt bij het dorp neer en Suske, Wiske en tante Sidonia belanden in een moeras waar voorhistorische monsters huizen. 
Arrivix heeft de hoofdman afgeluisterd en zorgt dat hij als eerste Lambik ontmoet. Hij dobbelt met Lambik en zorgt, voordat Lambiorix en de druïde ter plekke zijn, dat Lambik verslaafd raakt aan het dobbelspel. Tante Sidonia sluit vriendschap met een voorhistorisch monster en het wordt Dudela genoemd. Ze komen bij het dorp en zien dat Lambik tot Secretaris-Generaal is benoemd door Lambiorix.
Lambik wordt ’s nachts met dobbelstenen gelokt door Arrivix en speelt om alles wat hij bezit. Uiteindelijk zet hij zijn vrijheid in: als hij verliest moet hij Arrivix dienen. Arrivix speelt vals zodat Lambik verliest, en hij moet tante Sidonia nu doden in het bos omdat zij bij de rebellen hoort. Hij laat haar daar achter en tante Sidonia wordt met Suske en Wiske door een monster gegrepen. Arrivix heeft de huizen van de aanhangers van Lambiorix vernietigd nu hij de macht heeft 'gewonnen' door het spel met Lambik en betrekt met zijn volgelingen de Romeinse burcht.
Lambik gaat naar Arrivix en door hem hulde te brengen, kan hij vele gevangenen bevrijden. Als hij hoort dat zijn vrienden dood zijn verwondt hij een monster, dat er met de druïde vandoor gaat. Lambik vindt zijn vrienden levend in het bos: ze zijn door Dudela gered van het andere monster. De druïde wil Lambiorix waarschuwen maar wordt met een steen in het water gegooid door aanhangers van Arrivix. Lambik gaat naar Arrivix en doet alsof hij nog trouw is.
Lambik krijgt orders de helft van alle aardappelen aan Arrivix te geven, wat een hongersnood voor de dorpelingen betekent. Lambik weigert en krijgt hulp van een geheimzinnige vrijschutter, die hem zegt toch de aardappelen te leveren. Suske en Wiske gaan met de vrijschutter naar de Romeinse burcht en bevrijden de gevangenen. De vrijschutter zegt de Eburonen een paaldorp te bouwen in het meer.
De vrienden ontdekken dat de druïde niet is verdronken. Wiske gaat met Dudela op zoek en vindt de druïde in een grot bij de vrijschutter. De druïde krijgt een modderbad tegen zijn reumatiek en vertelt dat Lambiorix door de Romeinen gevangen is genomen. Lambik moet koolzaad zaaien van de vrijschutter, om het land weer voedsel te geven. Van Arrivix krijgt hij de opdracht een karrenvracht koolzaad vanaf de grens te begeleiden.
De vrijschutter en Suske en Wiske overvallen het konvooi, maar dan hoort Lambik dat dit de opzet was van Arrivix. Er zitten planten die giftige dampen uitwasemen in de zakken en daardoor raakt het hele dorp in slaap. Het paaldorp wordt in brand gestoken, maar Dudela komt op tijd om de brand te blussen. Dudela grijpt Arrivix, brengt hem in het dorp en dan doet hij alsof hij vrede wil, maar heeft Lambik met de vrijschutter gevangengenomen. Die vrijschutter wordt door een andere vrijschutter bevrijd.
Arrivix zegt ook tegen Lambik dat hij vrede wil nadat hij ontdekt heeft dat de vrijschutter is verdwenen. Dan arriveren Suske, Wiske en tante Sidonia op uitnodiging van Arrivix. Lambik verdwijnt tijdens het eten, maar de anderen worden nu gevangengenomen. Tante Sidonia moet met één pijl schieten door appels op de hoofden van Suske en Wiske, die naast elkaar vastgebonden staan. Het lukt toch, en Arrivix zegt dat zij de vrijschutter moet zijn en wil haar verder spreken. Suske en Wiske mogen vertrekken, maar dat lijkt maar zo. Stiekem worden ze een kamer ingelokt waar een grote wolf ze zal verslinden. Maar de wolf komt vast te zitten en ze weten te ontsnappen.
Suske en Wiske zien dan drie vrijschutters in de burcht verschijnen, waarna twee van hen worden gevangengenomen. Als ze hun kappen afdoen, blijken het Lambik en de druïde te zijn. Dan komt de derde vrijschutter en hij verslaat Arrivix met grote kracht. Het blijkt Lambiorix te zijn; hij is aan de Romeinen ontsnapt en zijn macht wordt hersteld. Hij hielp als vrijschutter om op zijn 'leger' te wachten, want alleen kon hij de volgelingen van Arrivix niet verslaan. Hij is de vrienden zeer dankbaar. Arrivix krijgt voorlopig amnestie en stopt met oneerlijke praktijken. De vrienden worden later door de druïde bij de heilige eik terug naar hun eigen tijd gestuurd.

## Achtergronden bij het verhaal
- De naam Lambiorix is tegelijk een toespeling op Lambik en op Ambiorix, de koning der Eburonen die tegen de Romeinen vocht.
- Arrivix' naam is afgeleid van het woord "arrivist" (streber), wat dit personage zeker typeert.
- De scène waarin Tante Sidonia een pijl door een appel op het hoofd van haar (adoptie)kinderen moet schieten, verwijst naar Willem Tell.
- Het vrijschuttersthema is later opnieuw gebruikt in Het drijvende dorp, een verhaal uit 1978 van Paul Geerts die toen de regie over de strip inmiddels had overgenomen. Heel wat grappen uit Lambiorix zijn hier ook opnieuw gebruikt, en ook de plot komt enigszins overeen met Lambiorix (al speelt het verhaal zich in een andere tijd en op een andere locatie af). Een Suske en Wiske-verhaal van Vandersteen dat zich eveneens in de Romeinse tijd afspeelt is Het geheim van de gladiatoren.
- Het album staat bol van de verwijzingen naar de politiek, o.a. de pas voorbije maar nog lang niet verteerde collaboratie en repressie, en de Koningskwestie.
- In de vier laatste prentjes van de strip die volledig zijn verdwenen in de latere edities,  stond een duidelijke verwijzing naar de koningskwestie.
- De Oude Belgen zingen in dit album het volksliedje En de pompbak, en de pompbak, en de pompbak is kapot.
- Het voorhistorisch monster Dudela lijkt op een stegosaurus.
- In het jaar 54 voor Christus waren er nog geen aardappelen in Europa, dit gewas zou pas later uit Amerika worden ingevoerd.